# Margareta Wahlström
Margareta Wahlström, född 30 mars 1950, är en svensk ledare inom biståndsorganisationer.

## Biografi
Margareta Wahlström studerade ekonomisk historia, socialantropologi och statskunskap vid Stockholms universitet och tog en kandidatexamen där. Hon var biståndsarbetare från 1979 i bland annat ett privat biståndsprojekt i Vietnam och för Röda korset i Kambodja.
Hon arbetade 1989–2000 vid Internationella rödakors- och rödahalvmånefederationen i Genève bland annat med rådgivning för Rödakorsinsatser vid katastrofer. Sedan 2004 har hon arbetat med katastrofhjälpfrågor inom Förenta Nationerna, bland annat i Afghanistan, och sedan 2004 som assisterande generalsekreterare för humanitära frågor och FN:s ställföreträdande katastrofhjälpssamordnare, från 2008 som FN:s katastrofhjälpssamordnare som chef för Secretariat for the International Strategy for Disaster Reduction i Genève, sekretariat för United Nations Office for Disaster Risk Reduction (UNDRR, FN:s kontor för riskreducering och katastrofberedskap).
Margareta Wahlström var 2007-09 ledamot av svenska regeringens kommission för klimatförändring och utveckling. År 2016 utnämndes hon till hedersdoktor vid Karlstads universitet.
Hon var ordförande för Svenska Röda Korset 2017-2021.